# گوهریش
گوهریش (به آلمانی: Gohrisch) یک روستا و شهر در آلمان است که در زکزیشه شوایتس-اوسترتسگبیرگه واقع شده‌است. گوهریش ۲٬۲۱۰ نفر جمعیت دارد.